# Josef Pröbsting
Josef Pröbsting (* 5. August 1920 in Münster-Roxel; † 11. Dezember 1992 in Münster) war ein deutscher Dichter und Dolmetscher.

## Leben
Im Betrieb seiner Eltern erlernte Pröbsting im Rahmen einer Lehre das Verglaser- und Malerhandwerk. Im Anschluss an die Lehre war er als Gestalter und Maler am Metropol-Theater in Berlin tätig. Während des Zweiten Weltkriegs war Pröbsting als Soldat in Polen, Russland und Frankreich. Im Laufe des Krieges geriet er in Kriegsgefangenschaft in Frankreich sowie den USA. Für die US-Army war er als Dolmetscher tätig. Nach 1945 arbeitete Pröbsting ein Jahr in den USA als Fernfahrer. Anschließend übernahm er den Betrieb seiner Eltern in Münster-Roxel. Seine Meisterprüfung legte er 1949 ab. Um bei der Bundeswehr die Arbeit als Dolmetscher aufnehmen zu können, verpachtete er den Familienbetrieb. An der Bundeswehrhochschule in Bonn und Hamburg erwarb er die Lehrberechtigung. Pröbsting gründete 1959 zwei private Internatsschulen in Münster-Roxel. Durch die Initiative von Pröbsting wurde 1960 die Bürgerkapelle Roxel gegründet. Seit 1960 war Pröbsting als Schiedsmann tätig, wofür er 1985 für 25-jährige Tätigkeit ausgezeichnet wurde. Zudem war Pröbsting Mitglied im Rat der Stadt Münster. Für die CDU war er von 1969 bis 1974 Mitglied des Kreisgemeindetages. Pröbsting wurde für besondere Verdienste des Musiklebens der Stadt Münster geehrt. Zudem wurde er mit dem Bundesverdienstkreuz am Bande ausgezeichnet.
Als Mundart- und Heimatdichter veröffentlichte Pröbsting Gedichte in Plattdeutscher Sprache. „Mein Ziel ist es, die plattdeutsche Mundart zu fördern und zu erhalten“, erklärte Pröbsting sein schriftstellerisches Engagement. Im Super-8-Format drehte Pröbsting zudem einen Heimatfilm.
Am 11. Dezember 1992 verstarb Pröbsting und wurde auf dem Friedhof in Münster-Roxel beigesetzt.
Der Heimat- und Kulturkreis Roxel e.V. veranstaltet regelmäßig Leseabende in Gedenken an Pröbsting.

## Werke (Auswahl)
- Vom Heidorn bis zum Ächterhoek, von Altenroxel bis zum Brock. Bilder, Gedichte und Erzählungen aus Roxel. Münster-Roxel 1987 (eingeschränkte Vorschau in der Google-Buchsuche).
- Dat Mönsterländske Jaohr. Öhm Hiärm vertellt. Münster-Roxel 1988.
- Mönsterländske Döönkes un Gedichte von Jägers, Pastörs un Buern. Münster-Roxel 1989.
- Dat lachende Mönsterland. Met lustige un auk besinnlike Gedichte, Döönkes un Sprüchskes för Jeddereen. Münster-Roxel 1990.
- Up Visite. Mönsterländske Heimatgeschichte. Münster-Roxel 1991.
- Mien Mönsterland. Gedichtband in Mönsterländsk Platt. Münster-Roxel 1992.
- Nachschlagewerk – Niederdeutsche Literatur. Münster 1993.